# The Gallery of Madame Liu-Tsong
The Gallery of Madame Liu-Tsong era una serie de televisión estadounidense, emitida por la fenecida cadena DuMont. Era protagonizada por la actriz chino-estadounidense, Anna May Wong, que anteriormente había participado en diversas películas mudas y sonoras y que en la serie caracterizaba a una detective, cuyo rol había sido escrito especialmente para Wong. The Gallery of Madame Liu-Tsong fue la primera serie de televisión estadounidense en ser protagonizada por una asiática-americana.
El personaje de Wong era una comerciante de arte chino cuya carrera la involucraba en el trabajo detectivesco y la intriga internacional. Los episodios de media hora eran emitidos en el horario estelar, de 9:00 a 9:30 p. m. Aun cuando hubo planes para realizar una segunda temporada, DuMont canceló la serie en 1952. No existen copias de los libretos ni de grabaciones del programa.

## Estado de los episodios
Al igual que muchos programas de la cadena DuMont, no se conocen grabaciones de episodios de The Gallery of Madame Liu-Tsong. Sólo unos pocos kinescopios de varios programas de DuMont sobreviven en diversos museos y archivos universitarios dedicados a la televisión.

## Lista de episodios
| #   | Título                         | Emisión                  |
| --- | ------------------------------ | ------------------------ |
| 1.  | Sin título                     | 27 de agosto de 1951     |
| 2.  | "The Golden Women"             | 3 de septiembre de 1951  |
| 3.  | "The Spreading Oak"            | 10 de septiembre de 1951 |
| 4.  | "The Man with a Thousand Eyes" | 17 de septiembre de 1951 |
| 5.  | "Burning Sands"                | 24 de septiembre de 1951 |
| 6.  | "Shadow of the Sun God"        | 1 de octubre de 1951     |
| 7.  | "The Tinder Box"               | 31 de octubre de 1951    |
| 8.  | "The House of Quiet Dignity"   | 7 de noviembre de 1951   |
| 9.  | "Boomerang"                    | 14 de noviembre de 1951  |
| 10. | "The Face of Evil"             | 21 de noviembre de 1951  |